# 里宾斯基五规则
里宾斯基五规则（英文：Lipinski's rule of five），也称类药五原则，类药五规则，是辉瑞公司药物化学家克里斯多夫·里宾斯基在1997年提出的筛选类药分子的五条基本法则，符合里宾斯基五规则的化合物会有更好的药代动力学性质，在生物体内代谢过程中会有更高的生物利用度，因而也更有可能成为口服药物。在药物研发领域，里宾斯基五规则被用于对化合物库的初筛，以期摒除那些不适合成为药物的分子，缩小筛选的范围并降低药物研发成本。在长期的实践过程中，药物化学家们对里宾斯基五规则作出简化，形成“四规则”和“三规则”，但是四规则和三规则有时仍然被称作“五规则”，这里的五指的是各条规则的判别值均为5或5的整数倍。

## 五规则的内容和变体
里宾斯基五规则的内容是：
1. 化合物的分子量小于500道尔顿
2. 化合物结构中的氢键给体 (包括羟基、氨基等)的数量不超过5个
3. 化合物中氢键受体的数量不超过10个
4. 化合物的脂水分配系数的对数值（logP）在-2到5之间
5. 化合物中可旋转键的数量不超过10个

简化后的四规则去掉了关于可旋转键的数量限制；三规则进一步去掉了对氢键受体数量的限制。
一些药物化学家还仿照里宾斯基五规则提出了用于筛选类先导化合物的五规则：
1. 化合物的分子量在100至380道尔顿之间
2. 化合物中有尽可能少的氢键受体
3. 化合物中有尽可能少的芳香环
4. 化合物脂水分配系数的对数值在1到3之间
5. 化合物能够与靶受体相结合

## 五规则对一些化合物的预测
| 化合物   | 规则1  | 规则2  | 规则3  | 规则4  | 规则5  | 生物利用度 |
| -------- | ------ | ------ | ------ | ------ | ------ | ---------- |
| 长链烷烃 | 不符合 | 符合   | 符合   | 不符合 | 不符合 | 差         |
| 阿司匹林 | 符合   | 符合   | 符合   | 符合   | 符合   | 好         |
| 胆固醇   | 符合   | 符合   | 符合   | 不符合 | 不符合 | 好         |
| 万古霉素 | 不符合 | 不符合 | 不符合 | 符合   | 不符合 | 差         |